# Бекстрийт Бойс
Бекстрийт Бойс (на английски: Backstreet Boys) са американска поп група, основана през 1993 година. Тя се радва на огромен успех в края на 90-те години и началото на новия век, като получават 9 номинации за награди „Грами“. Бекстрийт Бойс са включвани 12 пъти в Американските Топ 40 хита на Billboard Hot 100, 16 пъти в Top 10 hits на Великобритания и печелят многобройни награди. Към 2019 г. те са продали над 130 милиона записи по целия свят, превръщайки се в най-продаваната момчешка група на всички времена. След завръщането си на сцената през 2005 г. те опитват нов стил музика само с живи инструменти. Към ноември 2006 г. членове на групата са Ник Картър, Хауи Дъроу, Брайън Литрел и Ей Джей Маклийн. Кевин Ричардсън, най-възрастният от групата, я напуска на 23 юни 2006 г. Причината за напускането му е желанието му да преследва други свои интереси. Нещо, което не може, докато е част от групата. Останалите от групата споделят, че нямат планове да го заменят с друг. Нещо повече – вратата за него винаги ще е отворена. След 6 години отсъствие от групата Ричардсън се завръща в групата през 2012 г.

## История на групата

### Началото: 1993 – 1996
Мениджърът на Бекстрийт Бойс Люис Пърлман е вдъхновен от успеха на New Kids on the Block. След серия от прослушвания през 1992 и 1993 година той избира Ник Картър (на 12, най-младият член), Хауи Дъроу, 19, и Ей Джей Маклийн на 14. Кевин Ричардсън, 21, се присъединява към останалите през март 1993 година. Групата придобива окончателния си вид на 20 април 1993 г., когато Брайън Литрел, братовчед на Кевин, е избран след прослушване по телефона. Първият концерт на „Бекстрийт Бойс“ е на 8 май 1993 година пред 3000 тийнейджъри при СийУърлд в Орландо, Флорида. По-късно Пърлман им урежда ангажименти в начални училища и търговски центрове.
След като възможността да се споразумеят с Mercury Records пропада, групата е забелязана в Клийвланд, Охайо от Jive Records през февруари 1994 година. През юни Бекстрийт Бойс записват първия си сингъл – градска поп песен, написана и продуцирана от Дениз Поп и Макс Мартин, наречена „We've Got It Goin' On“. Песента достига едва 69-о място в Billboard Charts в САЩ, но се продава добре в Европа, а по-късно печели на групата тяхната първа награда „Грами“ за „Златен хит“. На 6 май 1996 г. излиза първият албум на групата в Европа и Канада с името „Backstreet Boys“. По-известните песни от албума са: Quit Playing Games (With My Heart), We've Got It Goin'On, As Long As You Love Me. Той има златни седмици в Европа. Jive и Пърлман продължават да ангажират групата в следващите две години, като понякога ги пращат на турнета за цели пет месеца.
Европейската популярност на групата расте и през 1996 г. Бекстрийт Бойс са избрани за чуждестранна група №1 от телевизионните зрители в Германия. Песента им „I'll Never Break Your Heart“ става златен хит там и хит №1 в Австралия. Групата печели първия си платинен запис в Германия и продължава с турне в Азия и Канада.

### Пътят към славата, Millenium и нови успехи: 1997 – 2005
От 1997 година поп музиката излиза на преден план в САЩ с влечението към Спайс гърлс. Jive и Пърлман решават да върнат момчетата обратно в родината им след като 8,5 милиона диска са продадени по цял свят. Бекстрийт Бойс започват да записват своя втори албум, „Backstreet's Back“. Реализирайки песента „Quit Playing Games With My Heart“ през август, те едновременно издават и собствен албум в САЩ, който съдържа песни и от двата интернационални албума. Това е голям успех за тях и началото на още по-голям успех като №1 в Германия, Норвегия, Швейцария, Финландия и Австрия. Двата албума надвишават продажбата от 28 милиона копия, половината от които в Щатите. През декември 1997, групата предприема турне в над 60 града в 20 страни. През същата година Литръл подава съдебен иск срещу Луи Пърлман, в който го обвинява, че е скрил и злоупотребил с пари на групата. Делото е насрочено за 1998 година.
През 1998 г. Литръл претърпява сърдечна операция по време на турнето, когато са в 39-ия град, по настояване на тогавашната му приятелка и настояща съпруга – Лийан Уолъс. Операцията била вече отлагана. Скоро след това Бекстрийт бойс отказват участие в Минесота, след като сестрата на Хауи умира от лупус. През октомври 1998 година групата приема ключовете за града от кмета на Орландо в чест на концерта им през март.
На 17 февруари 1999 година, момчетата получават първата си Диамантена награда от RIAA за поръчката от 10 милиона копия на техния албум. По това време те са намерили нов мениджър в лицето на „The Firm“, известна с това, че е била мениджър и на други групи като Лимп Бизкит и Корн. Същевременно момчетата съдят Пърлман няколко пъти. На 18 май 1999 г. издават своя трети студиен албум Millennium. В албума присъстват мегахитове като: Show Me The Meaning Of Being Lonely, I Want It That Way, Larger Than Life, Spanish Eyes. Албума получава Наградата на Билборд за групов албум на годината, както и пет номинации за Грами. На 21 ноември 2000 г. е издаден четвъртия студиен албум на групата, носещ името Black&Blue. Песните, които се открояват са: Shape Of My Heart, The Call, More than That, Shining Star, Get Another Boyfriend. Албумът получава награда Джуно за международен албум на годината. На 14 юни 2005 г. след 5-годишна пауза, е издаден албума Never Gone. Това е и последния албум в който взима участие Кевин Ричардсън, преди да напусне групата за известно време.

## Дискография

### Студийни албуми
- Backstreet Boys (1996)
- Backstreet's Back (1997)
- Millennium (1999)
- Black & Blue (2000)
- Never Gone (2005)
- Unbreakable (2007)
- This Is Us (2009)
- In a World Like This (2013)
- DNA (2019)
- A Very Backstreet Christmas (2022)

### Преиздания
- Backstreet Boys (1997)
- Millenium 2.0 (2025)

### Компилации
- The Hits: Chapter One (2001)
- Playlist: The Very Best of Backstreet Boys (2010)
- NKOTBSB (2011)
- The Essential Backstreet Boys (2013)
- The Box Set Series Backstreet Boys (2015)
- The New Best Of (2016)

### Live албуми
- A Night Out with the Backstreet Boys (1998)
- For the Fans (2000)

### Сингли
- We've Got It Goin' On (1995)
- I'll Never Break Your Heart (1995)
- Get Down (You're the One for Me) (1996)
- Quit Playing Games (with My Heart) (1996)
- Anywhere for You (1997)
- Everybody (Backstreet's Back) (1997)
- As Long as You Love Me (1997)
- All I Have to Give (1998)
- I Want It That Way (1999)
- Larger than Life (1999)
- Show Me the Meaning of Being Lonely (1999)
- The One (2000)
- Shape of My Heart (2000)
- The Call (2001)
- More than That (2001)
- Drowning (2001)
- Incomplete (2005)
- Just Want You to Know (2005)
- Crawling Back to You (2005)
- I Still... (2006)
- Inconsolable (2007)
- Helpless When She Smiles (2007)
- Straight Through My Heart (2009)
- Bigger (2009)
- In a World Like This (2013)
- Show 'Em (What You're Made Of) (2013)
- Don't Go Breaking My Heart (2018)
- Chances (2018)
- No Place (2019)
- Breathe (2019)

## Видеоклипове
| Видеоклип                           | Премиера | Албум                 |
| ----------------------------------- | -------- | --------------------- |
| We've got it goin' on               | 1995     | Backstreet Boys       |
| I'll never break your heart         | 1995     | Backstreet Boys       |
| Get down (You're the one for me)    | 1996     | Backstreet Boys       |
| Quit playing games (With my heart)  | 1996     | Backstreet Boys       |
| Anywhere for you                    | 1997     | Backstreet Boys       |
| Everybody (Backstreet's back)       | 1997     | Backstreet's back     |
| As long as you love me              | 1997     | Backstreet's back     |
| All I have to give                  | 1998     | Backstreet's back     |
| I want it that way                  | 1999     | Millennium            |
| Larger than life                    | 1999     | Millennium            |
| Show me the meaning of being lonely | 1999     | Millennium            |
| The one                             | 2000     | Millennium            |
| Shape of my heart                   | 2000     | Black & blue          |
| The call                            | 2001     | Black & blue          |
| More than that                      | 2001     | Black & blue          |
| Drowning                            | 2001     | The hits: Chapter one |
| Incomplete                          | 2005     | Never gone            |
| Just want you to know               | 2005     | Never gone            |
| I still...                          | 2006     | Never gone            |
| Inconsolable                        | 2007     | Unbreakable           |
| Helpless when she smiles            | 2007     | Unbreakable           |
| Straight through my heart           | 2009     | This is us            |
| Bigger                              | 2009     | This is us            |
| It's Christmas time again           | 2012     | -                     |
| In a world like this                | 2013     | In a world like this  |
| Show 'em (What you're made of)      | 2014     | In a world like this  |
| Don't go breaking my heart          | 2018     | DNA                   |
| Chances                             | 2018     | DNA                   |
| No place                            | 2019     | DNA                   |

## Турнета

### Като хедлайнери
- We Wanna Be with You Tour (1995 – 1996)
- Backstreet Boys: Live in Concert Tour (1996 – 1997)
- Backstreet's Back Tour (1997 – 1998)
- Into the Millennium Tour (1999 – 2000)
- Black & Blue World Tour (2001)
- Never Gone Tour (2005 – 2006)
- Unbreakable Tour (2008 – 2009)
- This Is Us Tour (2009 – 2011)
- In a World Like This Tour (2013 – 2015)
- DNA World Tour (2019 – 2024)

### Като ко-хедлайнери
- NKOTBSB Tour (с Ню Кидс он дъ Блок) (2011 – 2012)

### Други турнета
- Backstreet Boys: Larger Than Life (2017 – 2019)
- Backstreet Boys: Into the Millennium (2025)

## Филмография
- Backstreet Boys: Show 'Em What You're Made Of (2015)